# LONEOS

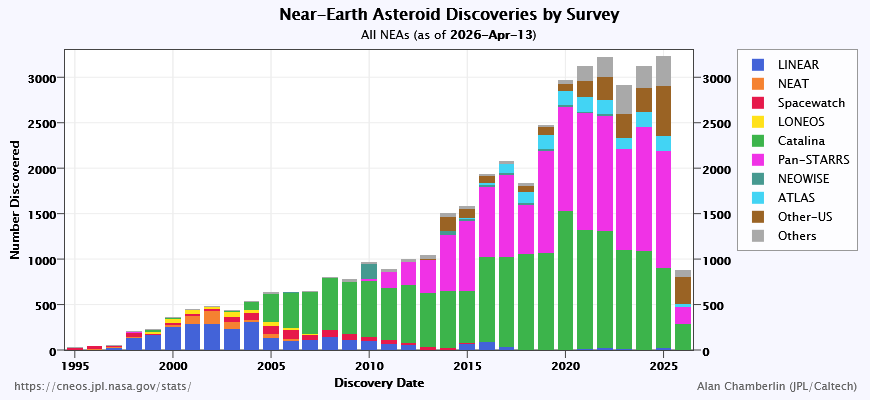
Кількість навколоземних об'єктів знайдених різними проєктами

LONEOS (англ. Lowell Observatory Near-Earth Object Search) — проєкт, який був створений для пошуку навколоземних астероїдів та комет. Керівником проєкту був доктор Едвард Бовелл, з Ловеллівської обсерваторії, що у місті Флегстафф, Аризона. Проєкт LONEOS розпочався у 1993 році, і проіснував до кінця лютого 2008 року.
У рамках проєкту було знайдено 20620 об'єктів.

## Телескоп
Проєкт використовував 62-хсантиметровий телескоп системи Шмідта, розміщений в Обсерваторії Лоуелла на станції Андерсон-Меса (Аризона, США). Телескоп оснастили 16-ти мегапіксельною ПЗС-матрицею з полем огляду 2,9° × 2,9°.

## Ключові особи
- Едвард Бовелл (англ. Edward Bowell) — Головний дослідник та керівник проєкту
- Брюс В. Кон (англ. Bruce W. Koehn) — Комп'ютерне програмування
- Керрі М'юнонен (англ. Karri Muinonen) — Моделювання